# 200 mètres masculin aux championnats du monde d'athlétisme 2003
Navigation
Edmonton 2001 Helsinki 2005
L'épreuve du 200 mètres masculin des championnats du monde d'athlétisme 2003 s'est déroulée du 27 au 29 août 2003 au Stade de France à Saint-Denis, en France. Elle est remportée par l'Américain John Capel .
59 sprinteurs ont participé à l'épreuve. La compétition comprenait huit séries qualificatives, quatre quarts de finale, deux demi-finales et la finale courue le vendredi 29 août 2003 à 21h00.

## Finale
| Rang               | Athlète           | Pays        | Temps   |
| ------------------ | ----------------- | ----------- | ------- |
| Médaille d'or      | John Capel        | États-Unis  | 20 s 30 |
| Médaille d'argent  | Darvis Patton     | États-Unis  | 20 s 31 |
| Médaille de bronze | Shingo Suetsugu   | Japon       | 20 s 38 |
| 4.                 | Darren Campbell   | Royaume-Uni | 20 s 39 |
| 5.                 | Stéphane Buckland | Maurice     | 20 s 41 |
| 6.                 | Joshua J. Johnson | États-Unis  | 20 s 47 |
| 7.                 | Frank Fredericks  | Namibie     | 20 s 47 |
| 8.                 | Uchenna Emedolu   | Nigeria     | 20 s 62 |

## Demi-finales
- Courues le jeudi 28 août 2003

| Rang | Athlète                | Pays            | Temps   |
| ---- | ---------------------- | --------------- | ------- |
| 1.   | Darvis Patton          | États-Unis      | 20 s 03 |
| 2.   | Stéphane Buckland      | Maurice         | 20 s 11 |
| 3.   | Frank Fredericks       | Namibie         | 20 s 29 |
| 4.   | Joshua J. Johnson      | États-Unis      | 20 s 36 |
| 5.   | Christian Malcolm      | Royaume-Uni     | 20 s 43 |
| 6.   | Marcin Jedrusinski     | Pologne         | 20 s 48 |
| 7.   | Hamed Hamadan Al-Bishi | Arabie saoudite | 20 s 70 |
| 8.   | Dominic Demeritte      | Bahamas         | 20 s 71 |

| Rang | Athlète              | Pays           | Temps   |
| ---- | -------------------- | -------------- | ------- |
| 1.   | John Capel           | États-Unis     | 20 s 18 |
| 2.   | Shingo Suetsugu      | Japon          | 20 s 22 |
| 3.   | Darren Campbell      | Royaume-Uni    | 20 s 34 |
| 4.   | Uchenna Emedolu      | Nigeria        | 20 s 44 |
| 5.   | Ricardo Williams     | Jamaïque       | 20 s 45 |
| 6.   | Sherwin Vries        | Afrique du Sud | 20 s 59 |
| 7.   | Alessandro Cavallaro | Italie         | 20 s 59 |
| 8.   | Johan Wissman        | Suède          | 20 s 66 |

## Quarts de finale
- Courus le mercredi 27 août 2003

| Rang | Athlète           | Pays     | Temps   |
| ---- | ----------------- | -------- | ------- |
| 1.   | Shingo Suetsugu   | Japon    | 20 s 24 |
| 2.   | Dominic Demeritte | Bahamas  | 20 s 51 |
| 3.   | Ricardo Williams  | Jamaïque | 20 s 53 |
| 4.   | Johan Wissman     | Suède    | 20 s 59 |
| 5.   | Oumar Loum        | Sénégal  | 20 s 67 |
| 6.   | Aimé-Issa Nthépé  | France   | 20 s 69 |
| 7.   | Marcin Urbas      | Pologne  | 20 s 72 |
| 8.   | Joseph Batangdon  | Cameroun | 20 s 81 |

| Rang | Athlète                | Pays             | Temps   |
| ---- | ---------------------- | ---------------- | ------- |
| 1.   | Darvis Patton          | États-Unis       | 20 s 40 |
| 2.   | Alessandro Cavallaro   | Italie           | 20 s 47 |
| 3.   | Christian Malcolm      | Royaume-Uni      | 20 s 58 |
| 4.   | Hamed Hamadan Al-Bishi | Arabie saoudite  | 20 s 74 |
| 5.   | Christopher Williams   | Jamaïque         | 20 s 79 |
| 6.   | Cláudio Roberto Souza  | Brésil           | 20 s 82 |
| 7.   | Patrick Johnson        | Australie        | 20 s 83 |
| 8.   | James Dolphin          | Nouvelle-Zélande | 21 s 08 |

| Rang | Athlète           | Pays           | Temps   |
| ---- | ----------------- | -------------- | ------- |
| 1.   | Stéphane Buckland | Maurice        | 20 s 06 |
| 2.   | Joshua J. Johnson | États-Unis     | 20 s 22 |
| 3.   | Uchenna Emedolu   | Nigeria        | 20 s 56 |
| 4.   | Sherwin Vries     | Afrique du Sud | 20 s 59 |
| 5.   | Troy Douglas      | Pays-Bas       | 20 s 64 |
| 6.   | Hisashi Miyazaki  | Japon          | 20 s 70 |
| 7.   | Panagiotis Sarris | Grèce          | 20 s 74 |
| 8.   | Julian Golding    | Royaume-Uni    | 20 s 79 |

| Rang | Athlète               | Pays        | Temps   |
| ---- | --------------------- | ----------- | ------- |
| 1.   | John Capel            | États-Unis  | 20 s 30 |
| 2.   | Darren Campbell       | Royaume-Uni | 20 s 35 |
| 3.   | Frank Fredericks      | Namibie     | 20 s 49 |
| 4.   | Marcin Jedrusinski    | Pologne     | 20 s 53 |
| 5.   | Paul Brizzel          | Irlande     | 20 s 56 |
| 6.   | Anastásios Goúsis     | Grèce       | 20 s 67 |
| 7.   | Cedric van Branteghem | Belgique    | 20 s 70 |
| 8.   | LaTonel Williams      | Jamaïque    | 20 s 73 |

## Séries
- Courues le mercredi 27 août 2003

| Rang | Athlète                | Pays              | Temps   |
| ---- | ---------------------- | ----------------- | ------- |
| 1.   | Marcin Jedrusinski     | Pologne           | 20 s 58 |
| 2.   | John Capel             | États-Unis        | 20 s 59 |
| 3.   | Ricardo Williams       | Jamaïque          | 20 s 60 |
| 4.   | James Dolphin          | Nouvelle-Zélande  | 20 s 69 |
| 5.   | Julieon Raeburn        | Trinité-et-Tobago | 21 s 15 |
| —    | Sittichai Suwonprateep | Thaïlande         | DQ      |
| —    | Alex Giovani Navas     | Honduras          | DQ      |

| Rang | Athlète           | Pays        | Temps   |
| ---- | ----------------- | ----------- | ------- |
| 1.   | Stéphane Buckland | Maurice     | 20 s 38 |
| 2.   | Anastásios Goúsis | Grèce       | 20 s 57 |
| 3.   | Christian Malcolm | Royaume-Uni | 20 s 65 |
| 4.   | Oumar Loum        | Sénégal     | 20 s 73 |
| 5.   | Paul Brizzel      | Irlande     | 20 s 75 |
| 6.   | Hisashi Miyazaki  | Japon       | 20 s 79 |
| 7.   | Aaron Egbele      | Nigeria     | 21 s 24 |
| 8.   | Ashuin De Souza   | Anguilla    | 23 s 24 |

| Rang | Athlète                | Pays            | Temps   |
| ---- | ---------------------- | --------------- | ------- |
| 1.   | Sherwin Vries          | Afrique du Sud  | 20 s 73 |
| 2.   | Troy Douglas           | Pays-Bas        | 20 s 76 |
| 3.   | Julian Golding         | Royaume-Uni     | 20 s 82 |
| 4.   | Hamed Hamadan Al-Bishi | Arabie saoudite | 20 s 86 |
| 5.   | Heber Viera            | Uruguay         | 20 s 87 |
| 6.   | Jorge Conde            | Nicaragua       | 22 s 75 |
| —    | Christian Nsiah        | Ghana           | DQ      |

| Rang | Athlète              | Pays                    | Temps   |
| ---- | -------------------- | ----------------------- | ------- |
| 1.   | Darvis Patton        | États-Unis              | 20 s 27 |
| 2.   | Alessandro Cavallaro | Italie                  | 20 s 42 |
| 3.   | Marcin Urbas         | Pologne                 | 20 s 66 |
| 4.   | LaTonel Williams     | Jamaïque                | 20 s 71 |
| 5.   | Géza Pauer           | Hongrie                 | 21 s 02 |
| 6.   | Jaysuma Saidy Ndure  | Gambie                  | 21 s 42 |
| 7.   | Darian Forbes        | Îles Turques-et-Caïques | 21 s 87 |

| Rang | Athlète                    | Pays       | Temps   |
| ---- | -------------------------- | ---------- | ------- |
| 1.   | Shingo Suetsugu            | Japon      | 20 s 58 |
| 2.   | Joseph Batangdon           | Cameroun   | 20 s 71 |
| 3.   | Cedric van Branteghem      | Belgique   | 20 s 79 |
| 4.   | Francis Obikwelu           | Portugal   | 20 s 93 |
| 5.   | Gennadiy Chernovol         | Kazakhstan | 21 s 11 |
| 6.   | Tobias Unger               | Allemagne  | 21 s 33 |
| 7.   | Hamoud Abdallah Al-Dalhami | Oman       | 21 s 52 |

| Rang | Athlète               | Pays                        | Temps   |
| ---- | --------------------- | --------------------------- | ------- |
| 1.   | Cláudio Roberto Souza | Brésil                      | 20 s 82 |
| 2.   | Christopher Williams  | Jamaïque                    | 20 s 86 |
| 3.   | Patrick Johnson       | Australie                   | 20 s 89 |
| 4.   | Yang Yaozu            | Chine                       | 20 s 90 |
| 5.   | Adrian Durant         | Îles Vierges des États-Unis | 21 s 11 |
| 6.   | Evans Marie           | Seychelles                  | 22 s 60 |
| 7.   | Ashley Kazuma         | Palaos                      | 23 s 84 |
| —    | Konstadínos Kedéris   | Grèce                       | DNS     |

| Rang | Athlète              | Pays                      | Temps   |
| ---- | -------------------- | ------------------------- | ------- |
| 1.   | Johan Wissman        | Suède                     | 20 s 54 |
| 2.   | Uchenna Emedolu      | Nigeria                   | 20 s 55 |
| 3.   | Joshua J. Johnson    | États-Unis                | 20 s 56 |
| 4.   | Aimé-Issa Nthépé     | France                    | 20 s 83 |
| 5.   | Ánninos Markoullídis | Chypre                    | 20 s 97 |
| 6.   | Keita Cline          | Îles Vierges britanniques | 21 s 31 |
| 7.   | John Lumkon          | Fidji                     | 21 s 55 |

| Rang | Athlète               | Pays                   | Temps   |
| ---- | --------------------- | ---------------------- | ------- |
| 1.   | Darren Campbell       | Royaume-Uni            | 20 s 54 |
| 2.   | Dominic Demeritte     | Bahamas                | 20 s 56 |
| 3.   | Frank Fredericks      | Namibie                | 20 s 65 |
| 4.   | Panagiotis Sarris     | Grèce                  | 20 s 70 |
| 5.   | Brian Dzingai         | Zimbabwe               | 20 s 96 |
| 6.   | Salem Al-Qaifi        | Yémen                  | 22 s 94 |
| 7.   | Ogumoro Shane         | Îles Mariannes du Nord | 23 s 77 |
| —    | Salem Mubarak Al-Yami | Arabie saoudite        | DNS     |